# ARN ribosòmic
L'ARN ribosòmic (ARNr, en anglès rRNA) és un tipus d'ARN sintetitzat als nuclèols per l'ARN polimerasa I, i és a més la part central dels ribosomes, l'orgànul fabricant de les proteïnes a totes les cèl·lules vives. La funció de l'RNAr és proporcionar un mecanisme per a descodificar l'ARN missatger a aminoàcids i interaccionar amb l'ARN de transferència durant el procés de traducció proporcionant l'activitat peptidil transferasa.

## Dins del ribosoma
Els ribosomes estan compostos per dues subunitats, anomenades de manera diferent en funció de la velocitat de sedimentació quan se les fa passar per la centrifugadora. L'ARN de transferència (tRNA) està en mig de les dues subunitats (petita i gran) del ribosoma que catalitzen la formació d'un enllaç peptídic (o amida) entre dos aminoàcids transportats pels tRNA.
Els ribosomes tenen tres llocs d'unió anomenats A, P i E. Al lloc A d'un ribosoma s'hi uneix un aminoacil-tRNA (un tRNA unit a aminoàcid). El grup NH2 de l'aminoacil-tRNA que conté el nou aminoàcid, ataca el grup carboxil del peptidil-tRNA (contingut dins el lloc P) el qual conté l'últim aminoàcid de la cadena peptídica creixent, procés anomentat reacció de transferència de peptidil. El tRNA que transporta l'últim aminoàcid es mou al lloc E (de l'anglès, Exit) per a ser expulsat i el que era l'aminoacil-tRNA ara és el peptidil-tRNA que ocupa el lloc P i deixa el lloc A lliure pel següent aminoacil-tRNA.
Un ARNm pot ser traduït simultàniament per diversos ribosomes. En microscòpia electrònica la traducció d'un mRNA se sol veure com un filament extremadament fi (l'mRNA) amb tot de boletes (els ribosomes) al llarg del filament, com si es tractés d'un collaret de perles.

## Diferències entre procariotes i eucariotes
Tant els ribosomes dels procariotes com els dels eucariotes poden ser dividits en dues subunitats:
| Tipus       | Mida | Subunitat Gran      | Subunitat petita |
| procariotes | 70S  | 50S (5S; 23S)       | 30S (16S)        |
| eucariotes  | 80S  | 60S (5S; 5,8S; 28S) | 40S (18S)        |

Les unitats S (Svedberg) representen mesures de taxa de sedimentació i no de massa. La taxa de sedimentació da cada subunitat és afectada per la seva forma, així com per la seva massa.

### Procariotes
En procariotes la subunitat petita 30S conté l'rRNA 16S mentre que la subunitat gran de 50S conté dos tiupus d'ARN ribosòmic (els rRNA 5S i 23S).
Els gens dels RNA ribosòmics bacterians 16S, 23S i 5S es troben típicament organitzats i cotranscrits com un operó. Hi deu haver una o més còpies de l'operó repartides pel genoma. Escherichia coli, per exemple, en té set.
Dins el grup Archaea hi pot haver una sola còpia o múltiples còpies d'aquest operó d'rDNA.
L'extrem 3′ de l'ARN ribosòmic 16S d'un ribosoma s'uneix a la seqüència de l'extrem 5′ de l'mRNA anomenat seqüència Shine-Dalgarno.

### Eucariotes

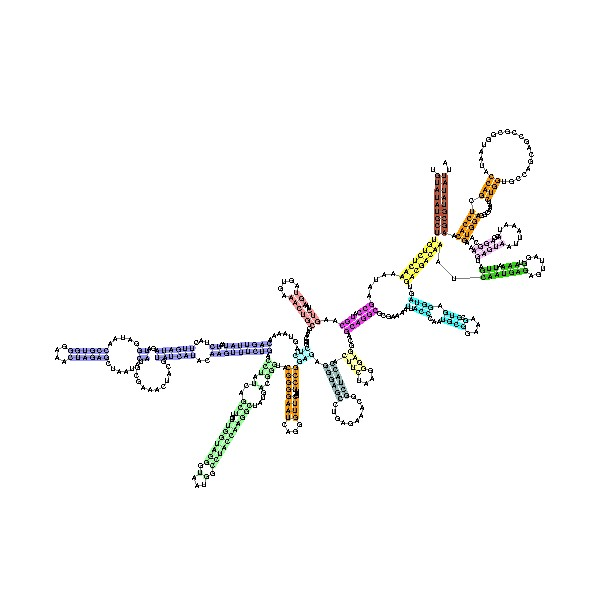
Una petita subunitat d'ARN, domini 5' extret de la base de dades Rfam. Aquest exemple es troba a RF00177.

Contràriament, en els eucariotes generalment hi ha diverses còpies dels gens dels rRNA organitzats en repetició en tàndem; en els humans hi ha aproximadament de 300 a 400 repeticions d'rDNA organitzats en cinc clústers o agrupacions en els cromosomes 13, 14, 15, 21 i 22.
En la majoria d'eucariotes, l'rRNA 18S conforma la subunitat petita del ribosoma, mentre que la subunitat gran està constituïda per tres tipus de ARN ribosòmic: l'5S, 5,8S i el 28S).
Les cèl·lules dels mamífers contenen dues molècules d'rRNA mitocondrial (el 12S i el 16S) a més de 4 tipus de ARN ribosòmics citoplasmàtics (28S, 5,8S, 5S, a la subunitat gran, i 18S, a la subunitat petita). Els rRNA 28S, 5,8S i 18S es troben codificats per una única unitat transcripcional (45S) i separats per 2 espaiadors transcrits interns o ITS (de l'anglès, internally transcribed spacer). L'rDNA de 45S es troba organitzat en 5 cluster (cadascun amb 30-40 repeticions) als cromosomes 13, 14, 15, 21 i 22. Aquests són transcrits per la ARN polimerasa I. El 5S es troba organitzat en tàndem (~200-300 gens 5S vertaders i diversos pseudogens dispersos), el més llarg dels quals en el cromosoma 1q41-42, i és transcrit per la ARN polimerasa III.
L'estructura terciària de la subunitat ribosòmica petita ha estat resolta per cristal·lografia de raigs X. Se sap també que l'estructura secundària d'aquesta subunitat conté 4 dominis diferents —els dominis 5′ central, 3′ major i 3′ menor. En la figura que acompanya el text, es mostra un model de l'estructura secundària de 500-800 nucleòtids del domini 5′.

## Traducció
La traducció la duu a terme el ribosoma i consisteix en la síntesi de la proteïna per polimerització dels aminoàcids, un rere l'altre seguint el codi de bases d'una còpia d'ARN missatger. Això succeeix a partir de la complementarietat de la subunitat 16S de l'ARN ribosòmic amb les bases de l'ARN missatger. El ribosoma es va desplaçant de l'extrem 5′ al 3′ de l'mRNA i mentre avança per la seva seqüència va afegint els aminoàcids. És aquí on intervenen els tRNA.
Dins el ribosoma hi ha dos espais on es col·loquen els tRNA amb l'anticodó complementari al codó de l'mRNA (el triplet de bases que codifica un tipus d'aminoàcid). Així, la síntesi de la proteïna comença quan el ribosoma s'acobla sobre l'extrem 5′ de l'mRNA i en la seva cavitat més 3′ (lloc A) hi entra el primer tRNA (tRNAMet) que reconeix el codó d'inici AUG que codifica una metionina (Met). Seguidament, el ribosoma es desplaça una posició 3′ passant el (tRNAMet) a la segona cavitat (lloc P) i deixant la primera buida (lloc A) per l'entrada del segón tRNA. El segon tRNA, serà el que transporti l'aminoàcid que indiqui el segon codó. Un cop tingui lloc el reconeixement de codó es formarà un enllaç amida entre la metionina i el segon aminoàcid i el ribosoma es desplaçarà una altra posició en sentit 3′. Es produirà l'alliberament del primer tRNA (sense aminoàcid), el segó tRNA en la segona cavitat i de nou, la primera cavitat buida esperant l'entrada del següent tRNA. Aquest procés es repetirà fins a completar la proteïna.

## Importància
Les característiques dels ARN ribosòmics els fan molt importants en el camp de la medicina i en estudis de l'evolució.
L'rRNA és la diana de molts antibiòtics de gran importància clínica: cloramfenicol, eritromicina, kasugamicina, micrococcina, paromomicina, ricina, sarcina, espectinomicina, estreptomicina i tiostreptona.
El gen de l'rRNA és el més conservat (menys variable) en les cèl·lules dels diferents organismes. Per aquesta raó, els gens que codifiquen l'rRNA (rDNA) són seqüenciats per a identificar el grup taxonòmic d'un organisme, calcular grups relacionats i estimar la taxa de divergència entre espècies. Així, milers de seqüències d'rRNA són emmagatzemades en bases de dades especialitzades, tals com RDP-II o la European SSU database.

## Funció vestigial
Alguns estudis han defensat que els ARNr, apart d'una tasca estrictament estructural en el ribosoma, en el passat podrien haver tingut també un paper com a repositori d'informació. De fet, dins de llurs seqüències s'hi han determinat regions que podrien correspondre a ARNt ancestrals, com també d'altres —a vegades coincidint parcialment en diferents marcs de lectura— que podrien codificar proteïnes implicades en el manteniment del ribosoma (per exemple, proteïnes ribosòmiques) i, fins i tot, amb altres funcions, com ara la síntesi d'ADN.